# Anthocoris tomentosus
Anthocoris tomentosus är en insektsart som beskrevs av Péricart 1971. Anthocoris tomentosus ingår i släktet Anthocoris och familjen näbbskinnbaggar. Inga underarter finns listade i Catalogue of Life.